# Teoria câmpului unificat
În fizică, teoria câmpului unificat se concentrează pe descrierea unitară a tuturor fenomenelor fizice cunoscute pe baza unui singur câmp primar. Din punct de vedere istoric, există teorii clasice (multe dintre acestea au fost dezvoltate de Albert Einstein) și cuantice (ca de  exemplu teoria coardelor).
În prezent nu există nicio teorie a câmpului unificat care să fie larg acceptată.